# WTA Tour 1988

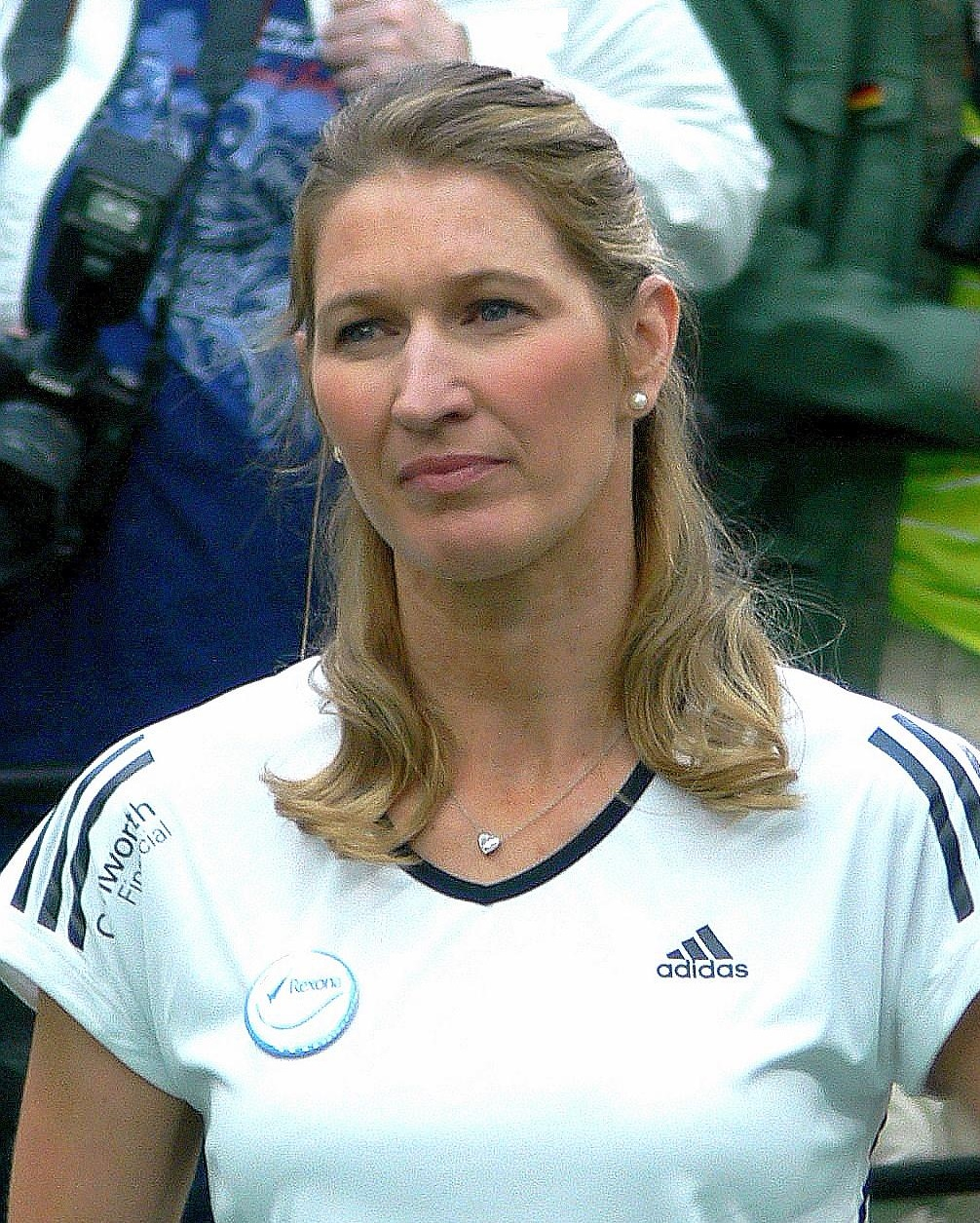
Australian Open,
French Open,
Wimbledon Championships
und US Open:
Steffi Graf

Die WTA Tour 1988 (offiziell: Virginia Slims World Championships Series 1988) war der 18. Jahrgang der Damentennis-Turnierserie, die von der Women’s Tennis Association ausgetragen wird.
Der Teamwettbewerb Federation Cup wird wie die Grand-Slam-Turniere nicht von der WTA, sondern von der ITF organisiert. Er wird dennoch aufgeführt, da die Spitzenspielerinnen auch dort in der Regel spielen.

## Turnierplan
| Kategorie          |
| ------------------ |
| Grand Slam         |
| Tour Championships |
| Tier I             |
| Tier II            |
| Tier III           |
| Tier IV & V        |

| Sonstige          |
| ----------------- |
| Federation Cup    |
| Olympische Spiele |

### Erklärungen
Die Zeichenfolge von z. B. 128E/96Q/64D/32M hat folgende Bedeutung:

128E = 128 Spielerinnen spielen im Einzel

96Q = 96 Spielerinnen spielen die Qualifikation

64D = 64 Paarungen spielen im Doppel

32M = 32 Paarungen spielen im Mixed

### Dezember
| Datum 1 | Turnier                                                                             | Sieger(in)                 | Finalgegner(in)                    | Ergebnis      |
| ------- | ----------------------------------------------------------------------------------- | -------------------------- | ---------------------------------- | ------------- |
| 28.12.  | Ariadne Women’s Classic Brisbane, Australien Tier V – 150.000 $ Rasen – 56E/32Q/28D | Pam Shriver                | Jana Novotná                       | 7:6, 7:6      |
| 28.12.  | Ariadne Women’s Classic Brisbane, Australien Tier V – 150.000 $ Rasen – 56E/32Q/28D | Betsy Nagelsen Pam Shriver | Claudia Kohde-Kilsch Helena Suková | 2:6, 7:5, 6:2 |

### Januar
| Datum 1 | Turnier                                                                                   | Sieger(in)                            | Finalgegner(in)                    | Ergebnis      |
| ------- | ----------------------------------------------------------------------------------------- | ------------------------------------- | ---------------------------------- | ------------- |
| 04.01.  | New South Wales Open Sydney, Australien Tier IV – 200.000 $ Rasen – 56E/32Q/28D           | Pam Shriver                           | Helena Suková                      | 6:2, 6:3      |
| 04.01.  | New South Wales Open Sydney, Australien Tier IV – 200.000 $ Rasen – 56E/32Q/28D           | Ann Henricksson Christiane Jolissaint | Claudia Kohde-Kilsch Helena Suková | 7:6, 4:6, 6:3 |
| 11.01.  | Australian Open Melbourne, Australien Grand Slam – 711.450 $ Hartplatz – 128E/Q60/64D/32M | Steffi Graf                           | Chris Evert                        | 6:1, 7:63     |
| 11.01.  | Australian Open Melbourne, Australien Grand Slam – 711.450 $ Hartplatz – 128E/Q60/64D/32M | Martina Navratilova Pam Shriver       | Chris Evert Wendy Turnbull         | 6:0, 7:5      |
| 11.01.  | Australian Open Melbourne, Australien Grand Slam – 711.450 $ Hartplatz – 128E/Q60/64D/32M | Jana Novotná Jim Pugh                 | Martina Navratilova Tim Gullikson  | 5:7, 6:2, 6:4 |
| 25.01.  | Nutri-Metics Auckland, Neuseeland Tier V – 50.000 $ Hartplatz – 56E/24D                   | Patty Fendick                         | Sara Gomer                         | 6:3, 7:6      |
| 25.01.  | Nutri-Metics Auckland, Neuseeland Tier V – 50.000 $ Hartplatz – 56E/24D                   | Patty Fendick Jill Hetherington       | Cammy MacGregor Cynthia MacGregor  | 6:2, 6:1      |

### Februar
| Datum 1 | Turnier | Siegerin                            | Finalgegnerin                          | Ergebnis      |
| ------- | --- | ----------------------------------- | -------------------------------------- | ------------- |
| 01.02.  | Fernleaf Classic Wellington, Neuseeland Tier V – 50.000 $ Hartplatz – 56E/24D                                   | Jill Hetherington                   | Katrina Adams                          | 6:1, 6:1      |
| 01.02.  | Fernleaf Classic Wellington, Neuseeland Tier V – 50.000 $ Hartplatz – 56E/24D                                   | Patty Fendick Jill Hetherington     | Belinda Cordwell Julie Richardson      | 6:3, 6:3      |
| 08.02.  | Virginia Slims of Dallas Dallas, Vereinigte Staaten Tier III – 250.000 $ Teppich (Halle) – 32E/16D              | Martina Navratilova                 | Pam Shriver                            | 6:0, 6:3      |
| 08.02.  | Virginia Slims of Dallas Dallas, Vereinigte Staaten Tier III – 250.000 $ Teppich (Halle) – 32E/16D              | Lori McNeil Eva Pfaff               | Gigi Fernández Zina Garrison           | 2:6, 6:4, 7:5 |
| 15.02.  | Virginia Slims of California Oakland, Vereinigte Staaten Tier III – 250.000 $ Teppich (Halle) – 32E/32Q/16D     | Martina Navratilova                 | Laryssa Sawtschenko                    | 6:1, 6:2      |
| 15.02.  | Virginia Slims of California Oakland, Vereinigte Staaten Tier III – 250.000 $ Teppich (Halle) – 32E/32Q/16D     | Rosie Casals Martina Navratilova    | Hana Mandlíková Jana Novotná           | 6:4, 6:4      |
| 22.02.  | Virginia Slims of Oklahoma Oklahoma City, Vereinigte Staaten Tier V – 100.000 $ Hartplatz (Halle) – 32E/32Q/16D | Lori McNeil                         | Brenda Schultz                         | 6:3, 6:2      |
| 22.02.  | Virginia Slims of Oklahoma Oklahoma City, Vereinigte Staaten Tier V – 100.000 $ Hartplatz (Halle) – 32E/32Q/16D | Jana Novotná Catherine Suire        | Catarina Lindqvist Tine Scheuer-Larsen | 6:4, 6:4      |
| 22.02.  | Virginia Slims of Washington Fairfax, Vereinigte Staaten Tier II – 300.000 $ Hartplatz (Halle) – 32E/16D        | Martina Navratilova                 | Pam Shriver                            | 6:0, 6:2      |
| 22.02.  | Virginia Slims of Washington Fairfax, Vereinigte Staaten Tier II – 300.000 $ Hartplatz (Halle) – 32E/16D        | Martina Navratilova Pam Shriver     | Gabriela Sabatini Helena Suková        | 6:3, 6:4      |
| 29.02.  | U.S. Hardcourt Championships San Antonio, Vereinigte Staaten Tier IV – 200.000 $ Hartplatz – 32E/16D            | Steffi Graf                         | Katerina Maleewa                       | 6:4, 6:1      |
| 29.02.  | U.S. Hardcourt Championships San Antonio, Vereinigte Staaten Tier IV – 200.000 $ Hartplatz – 32E/16D            | Lori McNeil Helena Suková           | Rosalyn Fairbank Gretchen Magers       | 6:3, 6:7, 6:2 |
| 29.02.  | Virginia Slims of Kansas Wichita, Vereinigte Staaten Tier V – 100.000 $ Hartplatz (Halle) – 32E/32Q/16D         | Manuela Maleewa                     | Sylvia Hanika                          | 7:6, 7:5      |
| 29.02.  | Virginia Slims of Kansas Wichita, Vereinigte Staaten Tier V – 100.000 $ Hartplatz (Halle) – 32E/32Q/16D         | Natalja Bykowa Swetlana Parchomenko | Jana Novotná Catherine Suire           | 6:3, 6:4      |

### März
| Datum 1 | Turnier | Siegerin                      | Finalgegnerin                      | Ergebnis      |
| ------- | --- | ----------------------------- | ---------------------------------- | ------------- |
| 07.03.  | Virginia Slims of Florida Boca Raton, Vereinigte Staaten Tier II – 300.000 $ Hartplatz – 56E/32Q/28D             | Gabriela Sabatini             | Steffi Graf                        | 2:6, 6:3, 6:1 |
| 07.03.  | Virginia Slims of Florida Boca Raton, Vereinigte Staaten Tier II – 300.000 $ Hartplatz – 56E/32Q/28D             | Katrina Adams Zina Garrison   | Claudia Kohde-Kilsch Helena Suková | 4:6, 7:5, 6:4 |
| 14.03.  | Lipton International Players Championships Miami, Vereinigte Staaten Tier I – 750.000 $ Hartplatz – 128E/64Q/64D | Steffi Graf                   | Chris Evert                        | 6:4, 6:4      |
| 14.03.  | Lipton International Players Championships Miami, Vereinigte Staaten Tier I – 750.000 $ Hartplatz – 128E/64Q/64D | Steffi Graf Gabriela Sabatini | Gigi Fernández Zina Garrison       | 7:6, 6:3      |
| 28.03.  | Eckerd Open Tampa, Vereinigte Staaten Tier IV – 200.000 $ Sandplatz – 32E/32Q/16D                                | Chris Evert                   | Arantxa Sánchez Vicario            | 7:6, 6:4      |
| 28.03.  | Eckerd Open Tampa, Vereinigte Staaten Tier IV – 200.000 $ Sandplatz – 32E/32Q/16D                                | Terry Phelps Raffaella Reggi  | Cammy MacGregor Cynthia MacGregor  | 6:2, 6:4      |

### April
| Datum 1 | Turnier                                                                                                   | Siegerin                           | Finalgegnerin                          | Ergebnis      |
| ------- | --- | ---------------------------------- | -------------------------------------- | ------------- |
| 04.04.  | Family Circle Cup Hilton Head Island, Vereinigte Staaten Tier II – 300.000 $ Sandplatz – 56E/32Q/28D      | Martina Navratilova                | Gabriela Sabatini                      | 6:1, 4:6, 6:4 |
| 04.04.  | Family Circle Cup Hilton Head Island, Vereinigte Staaten Tier II – 300.000 $ Sandplatz – 56E/32Q/28D      | Lori McNeil Martina Navratilova    | Claudia Kohde-Kilsch Gabriela Sabatini | 6:2, 2:6, 6:3 |
| 11.04.  | Bausch & Lomb Amelia Island Amelia Island, Vereinigte Staaten Tier II – 300.000 $ Sandplatz – 56E/32Q/28D | Martina Navratilova                | Gabriela Sabatini                      | 6:0, 6:2      |
| 11.04.  | Bausch & Lomb Amelia Island Amelia Island, Vereinigte Staaten Tier II – 300.000 $ Sandplatz – 56E/32Q/28D | Zina Garrison Eva Pfaff            | Katrina Adams Penny Barg               | 4:6, 6:2, 7:6 |
| 11.04.  | Suntory Japan Open Tokio, Japan Tier V – 100.000 $ Hartplatz – 32E/32Q/16D                                | Patty Fendick                      | Stephanie Rehe                         | 6:3, 7:5      |
| 11.04.  | Suntory Japan Open Tokio, Japan Tier V – 100.000 $ Hartplatz – 32E/32Q/16D                                | Gigi Fernández Robin White         | Lea Antonoplis Barbara Gerken          | 6:1, 6:4      |
| 18.04.  | Singapore Open Singapur, Singapur Tier V – 50.000 $ Sandplatz – 32E/13D                                   | Monique Javer                      | Leila Mes’chi                          | 7:6, 6:3      |
| 18.04.  | Singapore Open Singapur, Singapur Tier V – 50.000 $ Sandplatz – 32E/13D                                   | Natalja Bykowa Natalija Medwedjewa | Leila Mes’chi Swetlana Parchomenko     | 7:6, 6:3      |
| 18.04.  | Taipei International Championships Taipeh Tier V – 50.000 $ Teppich (Halle) – 27E/10D                     | Stephanie Rehe                     | Brenda Schultz                         | 6:4, 6:4      |
| 18.04.  | Taipei International Championships Taipeh Tier V – 50.000 $ Teppich (Halle) – 27E/10D                     | Patty Fendick Ann Henricksson      | Belinda Cordwell Julie Richardson      | 6:2, 2:6, 6:2 |
| 18.04.  | Virginia Slims of Houston Houston, Vereinigte Staaten Tier III – 250.000 $ Sandplatz – 32E/32Q/16D        | Chris Evert                        | Martina Navratilova                    | 6:0, 6:4      |
| 18.04.  | Virginia Slims of Houston Houston, Vereinigte Staaten Tier III – 250.000 $ Sandplatz – 32E/32Q/16D        | Katrina Adams Zina Garrison        | Lori McNeil Martina Navratilova        | 6:7, 6:2, 6:4 |
| 25.04.  | Pan Pacific Open Tokio, Japan Tier III – 250.000 $ Teppich (Halle) – 28E/24Q/16D                          | Pam Shriver                        | Helena Suková                          | 7:5, 6:1      |
| 25.04.  | Pan Pacific Open Tokio, Japan Tier III – 250.000 $ Teppich (Halle) – 28E/24Q/16D                          | Pam Shriver Helena Suková          | Gigi Fernández Robin White             | 4:6, 6:2, 7:6 |
| 25.04.  | Citta di Taranto Tarent, Italien Tier V – 50.000 $ Sandplatz – 32E/26Q/16D                                | Helen Kelesi                       | Laura Garrone                          | 6:1, 6:0      |
| 25.04.  | Citta di Taranto Tarent, Italien Tier V – 50.000 $ Sandplatz – 32E/26Q/16D                                | Andrea Betzner Claudia Porwik      | Laura Garrone Helen Kelesi             | 6:1, 6:2      |
| 25.04.  | International Championships of Spain Barcelona, Spanien Tier V – 50.000 $ Sandplatz – 32E/32Q/16D         | Neige Dias                         | Bettina Fulco                          | 6:3, 6:3      |
| 25.04.  | International Championships of Spain Barcelona, Spanien Tier V – 50.000 $ Sandplatz – 32E/32Q/16D         | Iva Budařová Sandra Wasserman      | Anna-Karin Olsson Maria Jose Llorca    | 1:6, 6:3, 6:2 |

### Mai
| Datum 1 | Turnier                                                                                          | Sieger(in)                               | Finalgegner(in)                    | Ergebnis      |
| ------- | ------------------------------------------------------------------------------------------------ | ---------------------------------------- | ---------------------------------- | ------------- |
| 02.05.  | Italian Open Rom, Italien Tier IV – 200.000 $ Sandplatz – 56E/32Q/28D                            | Gabriela Sabatini                        | Helen Kelesi                       | 6:1, 6:7, 6:1 |
| 02.05.  | Italian Open Rom, Italien Tier IV – 200.000 $ Sandplatz – 56E/32Q/28D                            | Jana Novotná Catherine Suire             | Jenny Byrne Janine Thompson        | 6:3, 4:6, 7:5 |
| 09.05.  | German Open Berlin (West), Bundesrepublik Deutschland Tier I – 300.000 $ Sandplatz – 56E/27Q/28D | Steffi Graf                              | Helena Suková                      | 6:3, 6:2      |
| 09.05.  | German Open Berlin (West), Bundesrepublik Deutschland Tier I – 300.000 $ Sandplatz – 56E/27Q/28D | Isabelle Demongeot Nathalie Tauziat      | Claudia Kohde-Kilsch Helena Suková | 6:2, 4:6, 6:4 |
| 16.05.  | European Open Genf, Schweiz Tier V – 100.000 $ Sandplatz – 32E/28Q/16D                           | Barbara Paulus                           | Lori McNeil                        | 6:4, 5:7, 6:1 |
| 16.05.  | European Open Genf, Schweiz Tier V – 100.000 $ Sandplatz – 32E/28Q/16D                           | Christiane Jolissaint Dinky Van Rensburg | Maria Lindstrom Claudia Porwik     | 6:1, 6:3      |
| 16.05.  | Internationaux de Strasbourg Straßburg, Frankreich Tier V – 100.000 $ Sandplatz – 32E/28Q/16D    | Sandra Cecchini                          | Judith Wiesner                     | 6:3, 6:0      |
| 16.05.  | Internationaux de Strasbourg Straßburg, Frankreich Tier V – 100.000 $ Sandplatz – 32E/28Q/16D    | Manon Bollegraf Nicole Provis            | Jenny Byrne Janine Thompson        | 7:5, 6:7, 6:3 |
| 23.05.  | French Open Paris, Frankreich Grand Slam – 1.645.000 $ Sandplatz – 128E/64Q/64D/56M              | Steffi Graf                              | Natallja Swerawa                   | 6:0, 6:0      |
| 23.05.  | French Open Paris, Frankreich Grand Slam – 1.645.000 $ Sandplatz – 128E/64Q/64D/56M              | Martina Navratilova Pam Shriver          | Claudia Kohde-Kilsch Helena Suková | 6:2, 7:5      |
| 23.05.  | French Open Paris, Frankreich Grand Slam – 1.645.000 $ Sandplatz – 128E/64Q/64D/56M              | Lori McNeil Jorge Lozano                 | Brenda Schultz Michiel Schapers    | 7:5, 6:2      |

### Juni
| Datum 1 | Turnier                                                                                             | Sieger(in)                           | Finalgegner(in)                      | Ergebnis          |
| ------- | --------------------------------------------------------------------------------------------------- | ------------------------------------ | ------------------------------------ | ----------------- |
| 06.06.  | The Dow Classic Birmingham, Großbritannien Tier V – 150.000 $ Rasen – 56E/32Q/28D                   | Claudia Kohde-Kilsch                 | Pam Shriver                          | 6:2, 6:1          |
| 06.06.  | The Dow Classic Birmingham, Großbritannien Tier V – 150.000 $ Rasen – 56E/32Q/28D                   | Laryssa Sawtschenko Natallja Swerawa | Leila Mes’chi Swetlana Parchomenko   | 6:4, 6:1          |
| 13.06.  | Pilkington Championships Eastbourne, Großbritannien Tier III – 250.000 $ Rasen – 64E/32Q/32D        | Martina Navratilova                  | Natallja Swerawa                     | 6:2, 6:2          |
| 13.06.  | Pilkington Championships Eastbourne, Großbritannien Tier III – 250.000 $ Rasen – 64E/32Q/32D        | Eva Pfaff Elizabeth Smylie           | Belinda Cordwell Dinky Van Rensburg  | 6:3, 7:6          |
| 20.06.  | Wimbledon Championships Wimbledon, Großbritannien Grand Slam – 1.815.396 $ Rasen – 128E/64Q/64D/64M | Steffi Graf                          | Martina Navratilova                  | 5:7, 6:2, 6:1     |
| 20.06.  | Wimbledon Championships Wimbledon, Großbritannien Grand Slam – 1.815.396 $ Rasen – 128E/64Q/64D/64M | Steffi Graf Gabriela Sabatini        | Laryssa Sawtschenko Natallja Swerawa | 6:3, 1:6, [12:10] |
| 20.06.  | Wimbledon Championships Wimbledon, Großbritannien Grand Slam – 1.815.396 $ Rasen – 128E/64Q/64D/64M | Zina Garrison Sherwood Stewart       | Gretchen Magers Kelly Jones          | 6:1, 7:6          |

### Juli
| Datum 1 | Turnier                                                                                       | Siegerin                            | Finalgegnerin                           | Ergebnis      |
| ------- | --------------------------------------------------------------------------------------------- | ----------------------------------- | --------------------------------------- | ------------- |
| 04.07.  | Volvo Ladies Cup Båstad, Schweden Tier V – 75.000 $ Sandplatz – 32E/32Q/16D                   | Isabel Cueto                        | Sandra Cecchini                         | 7:5, 6:1      |
| 04.07.  | Volvo Ladies Cup Båstad, Schweden Tier V – 75.000 $ Sandplatz – 32E/32Q/16D                   | Sandra Cecchini Mercedes Paz        | Linda Ferrando Silvia La Fratta         | 6:0, 6:2      |
| 11.07.  | Belgian Ladies Open Brüssel, Belgien Tier V – 75.000 $ Sandplatz – 32E/32Q/16D                | Arantxa Sánchez Vicario             | Raffaella Reggi                         | 6:0, 7:5      |
| 11.07.  | Belgian Ladies Open Brüssel, Belgien Tier V – 75.000 $ Sandplatz – 32E/32Q/16D                | Mercedes Paz Tine Scheuer-Larsen    | Katerina Maleewa Raffaella Reggi        | 7:6, 6:1      |
| 11.07.  | Nice Ladies Open Nizza, Frankreich Tier V – 100.000 $ Sandplatz – 32E/21Q/16D                 | Sandra Cecchini                     | Nathalie Tauziat                        | 7:5, 6:4      |
| 11.07.  | Nice Ladies Open Nizza, Frankreich Tier V – 100.000 $ Sandplatz – 32E/21Q/16D                 | Catherine Suire Catherine Tanvier   | Isabelle Demongeot Nathalie Tauziat     | 6:4, 4:6, 6:2 |
| 11.07.  | Virginia Slims of Newport Newport, Vereinigte Staaten Tier IV – 200.000 $ Rasen – 32E/32Q/16D | Lori McNeil                         | Barbara Potter                          | 6:4, 4:6, 6:3 |
| 11.07.  | Virginia Slims of Newport Newport, Vereinigte Staaten Tier IV – 200.000 $ Rasen – 32E/32Q/16D | Rosalyn Fairbank Barbara Potter     | Gigi Fernández Lori McNeil              | 6:4, 6:3      |
| 18.07.  | Aix-en-Provence , Frankreich Tier V – 100.000 $ Sandplatz – 56E/24D                           | Judith Wiesner                      | Sylvia Hanika                           | 6:1, 6:2      |
| 18.07.  | Aix-en-Provence , Frankreich Tier V – 100.000 $ Sandplatz – 56E/24D                           | Nathalie Herreman Catherine Tanvier | Sandra Cecchini Arantxa Sánchez Vicario | 6:4, 7:5      |
| 18.07.  | OTB Open Schenectady, Vereinigte Staaten Tier V – 50.000 $ Hartplatz – 32E/30Q/16D            | Gretchen Magers                     | Terry Phelps                            | 7:6, 6:4      |
| 18.07.  | OTB Open Schenectady, Vereinigte Staaten Tier V – 50.000 $ Hartplatz – 32E/30Q/16D            | Ann Henricksson Julie Richardson    | Lea Antonoplis Cammy MacGregor          | 6:3, 3:6, 7:5 |
| 25.07.  | Citizen Cup Hamburg, Bundesrepublik Deutschland Tier IV – 200.000 $ Sandplatz – 56E/28D       | Steffi Graf                         | Katerina Maleewa                        | 6:4, 6:2      |
| 25.07.  | Citizen Cup Hamburg, Bundesrepublik Deutschland Tier IV – 200.000 $ Sandplatz – 56E/28D       | Jana Novotná Tine Scheuer-Larsen    | Andrea Betzner Judith Wiesner           | 6:4, 6:2      |
| 25.07.  | Northern California Open Aptos, Vereinigte Staaten Tier V – 50.000 $ Hartplatz – 32E/29Q/16D  | Sara Gomer                          | Robin White                             | 6:4, 7:5      |
| 25.07.  | Northern California Open Aptos, Vereinigte Staaten Tier V – 50.000 $ Hartplatz – 32E/29Q/16D  | Lise Gregory Ronni Reis             | Patty Fendick Jill Hetherington         | 6:3, 6:4      |

### August
| Datum 1 | Turnier | Sieger(in)                       | Finalgegner(in)                   | Ergebnis       |
| ------- | --- | -------------------------------- | --------------------------------- | -------------- |
| 01.08.  | Athens Greece Athen, Griechenland Tier V – 75.000 $ Sandplatz – 32E/22Q/16D                                   | Isabel Cueto                     | Laura Golarsa                     | 6:0, 6:1       |
| 01.08.  | Athens Greece Athen, Griechenland Tier V – 75.000 $ Sandplatz – 32E/22Q/16D                                   | Sabrina Goleš Judith Wiesner     | Silke Frankl Sabine Hack          | 7:5, 6:0       |
| 01.08.  | Pringle’s Light Classic Cincinnati, Vereinigte Staaten Tier III – 250.000 $ Hartplatz – 32E/16D               | Barbara Potter                   | Helen Kelesi                      | 6:2, 6:2       |
| 01.08.  | Pringle’s Light Classic Cincinnati, Vereinigte Staaten Tier III – 250.000 $ Hartplatz – 32E/16D               | Beth Herr Candy Reynolds         | Lindsay Bartlett Helen Kelesi     | 4:6, 7:69, 6:1 |
| 01.08.  | Virginia Slims of San Diego San Diego, Vereinigte Staaten Tier V – 100.000 $ Hartplatz – 32E/27Q/16D          | Stephanie Rehe                   | Ann Grossman                      | 6:1, 6:1       |
| 01.08.  | Virginia Slims of San Diego San Diego, Vereinigte Staaten Tier V – 100.000 $ Hartplatz – 32E/27Q/16D          | Patty Fendick Jill Hetherington  | Betsy Nagelsen Dinky Van Rensburg | 7:610, 6:4     |
| 08.08.  | Vitosha The New Otani Sofia, Bulgarien Tier V – 100.000 $ Sandplatz – 32E/32Q/16D                             | Conchita Martínez                | Barbara Paulus                    | 6:1, 6:2       |
| 08.08.  | Vitosha The New Otani Sofia, Bulgarien Tier V – 100.000 $ Sandplatz – 32E/32Q/16D                             | Conchita Martínez Barbara Paulus | Sabrina Goleš Katerina Maleewa    | 1:6, 6:1, 6:4  |
| 08.08.  | Virginia Slims of Los Angeles Manhattan Beach, Vereinigte Staaten Tier II – 300.000 $ Hartplatz – 56E/32Q/28D | Chris Evert                      | Gabriela Sabatini                 | 2:6, 6:1, 6:1  |
| 08.08.  | Virginia Slims of Los Angeles Manhattan Beach, Vereinigte Staaten Tier II – 300.000 $ Hartplatz – 56E/32Q/28D | Patty Fendick Jill Hetherington  | Gigi Fernández Robin White        | 7:62, 5:7, 6:4 |
| 15.08.  | Canadian Open Player’s Challenge Montreal, Kanada Tier II – 300.000 $ Hartplatz – 56E/27Q/28D                 | Gabriela Sabatini                | Natallja Swerawa                  | 6:1, 6:2       |
| 15.08.  | Canadian Open Player’s Challenge Montreal, Kanada Tier II – 300.000 $ Hartplatz – 56E/27Q/28D                 | Jana Novotná Helena Suková       | Zina Garrison Pam Shriver         | 7:62, 7:66     |
| 22.08.  | United Jersey Bank Classic Mahwah, Vereinigte Staaten Tier IV – 200.000 $ Hartplatz – 28E/48Q/16D             | Steffi Graf                      | Nathalie Tauziat                  | 6:0, 6:1       |
| 22.08.  | United Jersey Bank Classic Mahwah, Vereinigte Staaten Tier IV – 200.000 $ Hartplatz – 28E/48Q/16D             | Jana Novotná Helena Suková       | Gigi Fernández Robin White        | 6:3, 6:2       |
| 29.08.  | US Open New York, Vereinigte Staaten Grand Slam – 1.937.333 $ Hartplatz – 128E/64Q/64D/32M                    | Steffi Graf                      | Gabriela Sabatini                 | 6:3, 3:6, 6:1  |
| 29.08.  | US Open New York, Vereinigte Staaten Grand Slam – 1.937.333 $ Hartplatz – 128E/64Q/64D/32M                    | Gigi Fernández Robin White       | Patty Fendick Jill Hetherington   | 6:4, 6:1       |
| 29.08.  | US Open New York, Vereinigte Staaten Grand Slam – 1.937.333 $ Hartplatz – 128E/64Q/64D/32M                    | Jana Novotná Jim Pugh            | Elizabeth Smylie Patrick McEnroe  | 7:5, 6:3       |

### September
| Datum 1 | Turnier                                                                                          | Siegerin                         | Finalgegnerin                  | Ergebnis       |
| ------- | ------------------------------------------------------------------------------------------------ | -------------------------------- | ------------------------------ | -------------- |
| 12.09.  | Virginia Slims of Arizona Phoenix, Vereinigte Staaten Tier V – 100.000 $ Hartplatz – 32E/32Q/16D | Manuela Maleewa                  | Dinky Van Rensburg             | 6:3, 4:6, 6:2  |
| 12.09.  | Virginia Slims of Arizona Phoenix, Vereinigte Staaten Tier V – 100.000 $ Hartplatz – 32E/32Q/16D | Elise Burgin Rosalyn Fairbank    | Beth Herr Terry Phelps         | 6:7, 7:6, 7:6  |
| 19.09.  | Clarins Open Paris, Frankreich Tier V – 50.000 $ Sandplatz – 32E/23Q/16D                         | Petra Langrová                   | Sandra Wasserman               | 7:6, 6:2       |
| 19.09.  | Clarins Open Paris, Frankreich Tier V – 50.000 $ Sandplatz – 32E/23Q/16D                         | Alexia Dechaume Emmanuelle Derly | Louise Field Nathalie Herreman | 6:0, 6:2       |
| 19.09.  | Olympische Sommerspiele Seoul, Südkorea Olympische Spiele Hartplatz – 46E/16D                    | Steffi Graf                      | Gabriela Sabatini              | 6:3, 6:3       |
| 19.09.  | Olympische Sommerspiele Seoul, Südkorea Olympische Spiele Hartplatz – 46E/16D                    | Zina Garrison Pam Shriver        | Jana Novotná Helena Suková     | 4:6, 6:2, 10:8 |

### Oktober
| Datum 1 | Turnier | Siegerin                             | Finalgegnerin                       | Ergebnis       |
| ------- | --- | ------------------------------------ | ----------------------------------- | -------------- |
| 03.10.  | Virginia Slims of New Orleans New Orleans, Vereinigte Staaten Tier III – 250.000 $ Hartplatz – 28E/32Q/16D           | Chris Evert                          | Anne Smith                          | 6:4, 6:1       |
| 03.10.  | Virginia Slims of New Orleans New Orleans, Vereinigte Staaten Tier III – 250.000 $ Hartplatz – 28E/32Q/16D           | Beth Herr Candy Reynolds             | Lori McNeil Betsy Nagelsen          | 6:4, 6:4       |
| 10.10.  | Honda Classic San Juan, Puerto Rico Tier IV – 75.000 $ Hartplatz – 32E/22Q/16D                                       | Anne Minter                          | Mercedes Paz                        | 2:6, 6:4, 6:3  |
| 10.10.  | Honda Classic San Juan, Puerto Rico Tier IV – 75.000 $ Hartplatz – 32E/22Q/16D                                       | Patty Fendick Jill Hetherington      | Gigi Fernández Robin White          | 6:4, 6:2       |
| 10.10.  | Porsche Tennis Grand Prix Filderstadt, Bundesrepublik Deutschland Tier III – 250.000 $ Teppich (Halle) – 32E/32Q/16D | Martina Navratilova                  | Chris Evert                         | 6:2, 6:3       |
| 10.10.  | Porsche Tennis Grand Prix Filderstadt, Bundesrepublik Deutschland Tier III – 250.000 $ Teppich (Halle) – 32E/32Q/16D | Iwona Kuczyńska Martina Navratilova  | Raffaella Reggi Elna Reinach        | 6:1, 6:4       |
| 17.10.  | European Indoors Zürich, Schweiz Tier IV – 200.000 $ Teppich (Halle) – 32E/32Q/16D                                   | Pam Shriver                          | Manuela Maleewa                     | 6:3, 6:4       |
| 17.10.  | European Indoors Zürich, Schweiz Tier IV – 200.000 $ Teppich (Halle) – 32E/32Q/16D                                   | Isabelle Demongeot Nathalie Tauziat  | Claudia Kohde-Kilsch Helena Suková  | 6:3, 6:3       |
| 17.10.  | Virginia Slims of Nashville Nashville, Vereinigte Staaten Tier V – 100.000 $ Hartplatz (Halle) – 32E/32Q/16D         | Susan Sloane                         | Beverly Bowes                       | 6:3, 6:2       |
| 17.10.  | Virginia Slims of Nashville Nashville, Vereinigte Staaten Tier V – 100.000 $ Hartplatz (Halle) – 32E/32Q/16D         | Jenny Byrne Janine Thompson          | Elise Burgin Rosalyn Fairbank       | 7:5, 6:71, 6:4 |
| 24.10.  | Virginia Slims of Indianapolis Indianapolis, Vereinigte Staaten Tier V – 100.000 $ Hartplatz (Halle) – 32E/32Q/16D   | Katerina Maleewa                     | Zina Garrison                       | 6:3, 2:6, 6:2  |
| 24.10.  | Virginia Slims of Indianapolis Indianapolis, Vereinigte Staaten Tier V – 100.000 $ Hartplatz (Halle) – 32E/32Q/16D   | Laryssa Sawtschenko Natallja Swerawa | Katrina Adams Zina Garrison         | 6:2, 6:1       |
| 24.10.  | Brighton , Großbritannien Tier III – 250.000 $ Teppich (Halle) – 32E/32Q/16D                                         | Steffi Graf                          | Manuela Maleewa                     | 6:2, 6:0       |
| 24.10.  | Brighton , Großbritannien Tier III – 250.000 $ Teppich (Halle) – 32E/32Q/16D                                         | Lori McNeil Betsy Nagelsen           | Isabelle Demongeot Nathalie Tauziat | 7:6, 2:6, 7:6  |
| 31.10.  | Virginia Slims of New England Worcester, Vereinigte Staaten Tier II – 300.000 $ Teppich (Halle) – 32E/32Q/16D        | Martina Navratilova                  | Natallja Swerawa                    | 6:74, 6:4, 6:3 |
| 31.10.  | Virginia Slims of New England Worcester, Vereinigte Staaten Tier II – 300.000 $ Teppich (Halle) – 32E/32Q/16D        | Martina Navratilova Pam Shriver      | Gabriela Sabatini Helena Suková     | 6:3, 3:6, 7:5  |

### November
| Datum 1 | Turnier                                                                                                  | Siegerin                           | Finalgegnerin                        | Ergebnis      |
| ------- | --- | ---------------------------------- | ------------------------------------ | ------------- |
| 07.11.  | Rainha Cup Guarujá, Brasilien Tier V – 50.000 $ Hartplatz – 32E/32Q/16D                                  | Mercedes Paz                       | Rene Simpson                         | 7:5, 6:2      |
| 07.11.  | Rainha Cup Guarujá, Brasilien Tier V – 50.000 $ Hartplatz – 32E/32Q/16D                                  | Bettina Fulco Mercedes Paz         | Carin Bakkum Simone Schilder         | 6:3, 6:4      |
| 07.11.  | Virginia Slims of Chicago Chicago, Vereinigte Staaten Tier III – 250.000 $ Teppich (Halle) – 28E/32Q/16D | Martina Navratilova                | Chris Evert                          | 6:2, 6:2      |
| 07.11.  | Virginia Slims of Chicago Chicago, Vereinigte Staaten Tier III – 250.000 $ Teppich (Halle) – 28E/32Q/16D | Lori McNeil Betsy Nagelsen         | Laryssa Sawtschenko Natallja Swerawa | 6:4, 3:6, 6:4 |
| 14.11.  | WTA Championships New York, Vereinigte Staaten Masters – 1.000.000 $ Teppich (Halle) – 16E/8D            | Gabriela Sabatini                  | Pam Shriver                          | 7:5, 6:2, 6:2 |
| 14.11.  | WTA Championships New York, Vereinigte Staaten Masters – 1.000.000 $ Teppich (Halle) – 16E/8D            | Martina Navratilova Pam Shriver    | Laryssa Sawtschenko Natallja Swerawa | 6:3, 6:4      |
| 21.11.  | World Doubles Championships Tokio, Japan 250.000 $ Teppich (Halle) – 8D                                  | Katrina Adams Zina Garrison        | Gigi Fernández Robin White           | 7:5, 7:5      |
| 28.11.  | Danone Southern Cross Classic Adelaide, Australien Tier V – 100.000 $ Hartplatz – 32E/30Q/16D            | Jana Novotná                       | Jana Pospíšilová                     | 7:5, 6:4      |
| 28.11.  | Danone Southern Cross Classic Adelaide, Australien Tier V – 100.000 $ Hartplatz – 32E/30Q/16D            | Sylvia Hanika Claudia Kohde-Kilsch | Lori McNeil Jana Novotná             | 7:5, 6:7, 6:4 |

### Dezember
| Datum 1 | Turnier                                                      | Siegerin         | Finalgegnerin | Ergebnis |
| ------- | ------------------------------------------------------------ | ---------------- | ------------- | -------- |
| 05.12.  | Federation Cup Finale Melbourne, Australien, ITF – Hartplatz | Tschechoslowakei | Sowjetunion   | 2:1      |